# فيدرشين
«فيدرشين» (تُلفظ بالألمانية: [ˈviːdɐˌzeːən]؛ تعني بالألمانية «أراك مجددًا») هي التاسعة وما قبل الأخيرة من الموسم الرابع من مسلسل إيه إم سي التلفزيوني الدرامي من الأفضل الاتصال بسول، المسلسل يُعتبر بادئة من مسلسل اختلال ضال. تم بث الحلقة في 1 أكتوبر 2018 على قناة إيه إم سي بالولايات المتحدة. خارج الولايات المتحدة، تم عرض الحلقة لأول مرة على خدمة البث نتفليكس في عدة بلدان.

## الاستقبال

### التقييمات
شاهد حلقة «فيدرشين» 1.35 مشاهد في أول بث لها، وحصلت على 0.5 تقييمات للمشاهدين الذين تتراوح أعمارهم بين 18 و49.

## وصلات خارجية
- «فيدرشين» على إيه إم سي (بالإنجليزية)
- «فيدرشين» على قاعدة بيانات الأفلام على الإنترنت (بالإنجليزية)